# Leptura sequoiae
Leptura sequoiae är en skalbaggsart som först beskrevs av Hopping 1934.  Leptura sequoiae ingår i släktet Leptura och familjen långhorningar. Inga underarter finns listade i Catalogue of Life.